# Sol cenușiu

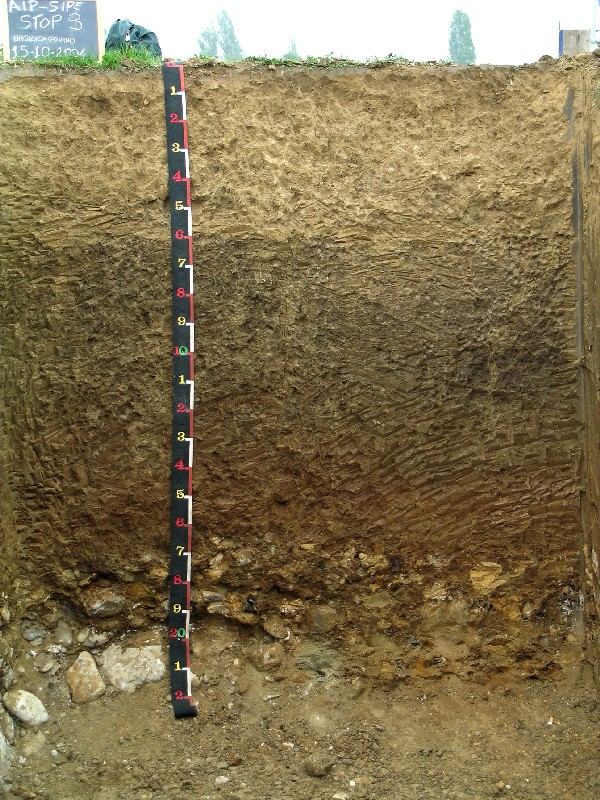
Profil al solului cenușiu

Solul cenușiu este un tip de sol care se formează sub pădurile de foioase (stejar, gorun, carpen, frasin și alte specii). El este prezent în regiunile de podiș cu altitudini de 200 - 350 m. În condițiile valorificării are un conținut de humus de 1.5 - 2% și este favorabil pentru cultivarea pomilor fructiferi, a sfeclei de zahăr, tutunului, viței-de-vie, etc.

## Răspândire
Cea mai mare răspândire o are în Vestul și Sudul Europei, regiunea Baltică, partea europeană a Rusiei, bazinul fluviului Ohio din Statele Unite, precum și mici suprafețe în India, Africa de Nord și America de Sud.